# 怡邦行
怡邦行控股有限公司﹙怡邦行﹚， 成立於1976年， 是一間於香港聯合交易所有限公司上市的公司（港交所：00599）， 同時是香港主要的建築五金、浴室和廚房設備及傢俬供應商之一。

## 怡邦行集團

### 名字源由
怡邦行的名字，為集團創辦人所命名。據稱，E 代表East﹙東方﹚，代表稱作「東方之珠」的香港；Bon 由法文Bon Voyage 得來，翻譯為Good Trip﹙順航﹚的意思。由於集團經營宗旨是從西方把優質品牌引入東方，為香港這個東方城市帶來歐洲的風情和生活理念，故此命名為E. Bon。至於中文名稱「怡邦行」，由英文譯音而成，蘊含「心曠神怡」、「邦交」、「聚集」的意思。

### 集團歷史
1976年，怡邦行於香港灣仔駱克道成立首間門市「新新」，主要售賣進口瓷磚及建築五金。隨著業務漸見規模，集團於1981年在銅鑼灣第一商業大廈購入寫字樓自用，後來更於香港仔黃竹坑購入貨倉。
集團踏入90年代衝出香港，邁向國際，先後於澳門、溫哥華列治文市、北京、台北、上海及汕頭成立陳列室，成為業內著名的供應商。為加強競爭力，怡邦行積極進行現代化，更計劃上市，以改善企業管治。
於2000年4 月12日，集團的控股公司——怡邦行控股有限公司——正式於香港聯合交易所主板上市﹙股份代號：0599﹚。而集團更積極擴大發展規模，如開設「the professional depot」，「H2O」 及 「Sunny Pro」 門市，售賣衛浴產品。
2004年，集團開設一系列的陳列室「ViA」，經營高級傢俬和廚櫃零售業務，供應的世界級品牌傢俬和廚櫃以香港、澳門及中國內地的商住項目為對象。怡邦行自此成為建築五金、衛浴、廚櫃及傢俬的綜合供應商。
2010年，集團收購一附屬公司，即上海得保室內裝飾有限公司， 主要業務為室內設計及裝飾， 作為集團計劃擴張國內業務規模的一部分。